# 東京の日
『東京の日』（とうきょうのひ）は、池田千尋監督・脚本による2015年の日本のドラマ映画。池田が手がけた舞台『東京の空』『東京の歌』に続く「東京3部作」の第三編である。2015年10月31日に一般公開された。

## キャスト
- アカリ - 趣里
- 本田祐介 - 佐々木大介
- 水口波子 - 浅野千鶴
- 中村太一 - 小澤雄志
- ハルミ - 渡辺真起子
- 未知子 - 香川京子

## 評価
『The Japan Times』のマーク・シリングは、本田（佐々木大介）がぼんやりと階段に腰かけたり当てもなく自転車を漕いだりしている場面について「停滞した現状を変えるために本田は他者を理解しようとしているが、問題の解決は彼の力が及ばないところにある」ことを象徴している、と指摘した。